# BV De Graafschap in het seizoen 2016/17
BV De Graafschap kwam in het seizoen 2016/17 uit in de Eerste divisie. De club degradeerde via de nacompetitie op het einde van het seizoen 2015/16 uit de Eredivisie. Enige tijd was hier onzekerheid over omdat FC Twente wegens financieel wanbeleid teruggezet zou gaan worden vanuit de Eredivisie naar de Eerste divisie en De Graafschap alsnog in de Eredivisie uit zou gaan komen. Doordat FC Twente in beroep was gegaan tegen deze uitspraak en daar in het gelijk waa gesteld kwam De Graafschap toch uit in de Eerste divisie.
Eveneens zal het team van Jan Vreman in het seizoen 2016/17 weer deelnemen in het toernooi om de KNVB beker.

## Selectie en technische staf

### Selectie
| #  | Naam               | Positie      | Geb. datum | Contract tot | Vorige club          |
| -- | ------------------ | ------------ | ---------- | ------------ | -------------------- |
| 1  | Filip Bednarek     | Doelman      | 26-09-1992 | 2018         | FC Utrecht           |
| 2  | Nathaniel Will     | Verdediger   | 16-02-1989 | 2017         | N.E.C.               |
| 3  | Bart Straalman     | Verdediger   | 22-08-1996 | 2017         | Eigen jeugd          |
| 4  | Jan Lammers        | Verdediger   | 10-05-1995 | 2017         | Eigen jeugd          |
| 5  | Tolgahan Çiçek     | Verdediger   | 19-06-1995 | 2018         | FC Groningen (jeugd) |
| 6  | Lion Kaak          | Middenvelder | 26-06-1991 | 2017         | Achilles '29         |
| 7  | Youssef El Jebli   | Middenvelder | 27-12-1992 | 2017         | FC Lienden           |
| 8  | Mark Diemers       | Middenvelder | 11-10-1993 | 2017         | FC Utrecht           |
| 9  | Piotr Parzyszek    | Aanvaller    | 08-09-1993 | 2017         | Charlton Athletic    |
| 10 | Dean Koolhof       | Aanvaller    | 15-12-1994 | 2017         | Eigen jeugd          |
| 11 | Alexander Bannink  | Middenvelder | 20-02-1990 | 2017         | FC Emmen             |
| 12 | Luis Pedro         | Verdediger   | 06-01-1992 | 2017         | NAC Breda            |
| 14 | Bryan Smeets       | Middenvelder | 22-11-1992 | 2017         | MVV                  |
| 15 | Andrew Driver      | Middenvelder | 20-11-1987 | 2018         | Aberdeen FC          |
| 16 | Jasper Heusinkveld | Doelman      | 24-12-1988 | 2017         | Go Ahead Eagles      |
| 18 | Tim Linthorst      | Verdediger   | 03-07-1994 | 2017         | Vitesse (jeugd)      |
| 19 | Erik Quekel        | Aanvaller    | 16-04-1987 | 2017         | FC Den Bosch         |
| 22 | Tim Keurntjes      | Verdediger   | 13-03-1991 | 2017         | Telstar              |
| 33 | Eric Verstappen    | Doelman      | 19-05-1994 | 2017         | VVV-Venlo            |

### Technische staf
| Naam              | Functie            |
| ----------------- | ------------------ |
| Jan Vreman        | Hoofdtrainer       |
| Dennis te Braak   | Assistent-trainer  |
| Jan Oosterhuis    | Assistent-trainer  |
| Richard Roelofsen | Assistent-trainer  |
| Carlo Monasso     | Teammanager        |
| Sander Hollmann   | Verzorger          |
| Walter Reichert   | Clubarts           |
| Frank Renzenbrink | Fysiotherapeut     |
| Edwin Susebeek    | Keeperstrainer     |
| Jan Bartels       | Materiaalbeheerder |

## Transfers

### Aangetrokken
| Naam           | Vorige club | Contract per | Contract tot |
| -------------- | ----------- | ------------ | ------------ |
| Tim Keurntjes  | Telstar     | 01-07-2016   | 2017         |
| Mark Diemers   | FC Utrecht  | 01-07-2016   | 2017         |
| Luis Pedro     | NAC Breda   | 01-07-2016   | 2017         |
| Filip Bednarek | FC Utrecht  | 19-07-2016   | 2018         |

### Vertrokken
| Naam              | Naar            | Opmerking                               |
| ----------------- | --------------- | --------------------------------------- |
| Ted van de Pavert | PEC Zwolle      | Einde contract                          |
| Robin Pröpper     | Heracles Almelo | Einde contract                          |
| Jeroen Tesselaar  | Onbekend        | Einde contract                          |
| Thijs Bouma       | Onbekend        | Einde contract                          |
| Tom Menting       | Onbekend        | Einde contract                          |
| Karim Tarfi       | Onbekend        | Einde contract                          |
| Nathan Kabasele   | Onbekend        | Einde huurovereenkomst                  |
| Mark Diemers      | De Graafschap   | Einde huurovereenkomst                  |
| Cas Peters        | Onbekend        | Transfervrij vanwege degradatieclausule |
| Kristopher Vida   | Onbekend        | Einde contract                          |
| Hidde Jurjus      | PSV             | Verkocht                                |
| Vincent Vermeij   | Heracles Almelo | Verkocht                                |

## Wedstrijden

### Oefenwedstrijden
| Oefenduel 1                                                                                          | DZSV              | 1 - 5 (0 - 2)                       | De Graafschap                                                                                     | Opstelling De Graafschap: |
| za. 2 juli 2016 Aanvangstijd: 17:00 uur Plaats: Dinxperlo Sportpark 't Welink Toeschouwers: 1500     | Niels Tamboer 43' | 0 - 1 0 - 2 1 - 2 1 - 3 1 - 4 1 - 5 | 5' Tim Keurntjes 33' Piotr Parzyszek 56' Marlon Versteeg 76' Aleksandar Janković 87' Dean Koolhof | OPSTELLING EERSTE HELFT: Jurjus - Will, Straalman, Kaak, Keurntjes - Smeets, Diemers, Bannink, Driver - Vermeij, Parzyszek OPSTELLING TWEEDE HELFT: Heusinkveld - van den Berg, Vreman, El Malki, Defares - Hebbink, Huntelaar, Janković, Koolhof - Versteeg, Sabotic WISSELS: 43' Straalman - Vreman 82' Hebbink - Konderak |
| |                   |                                     |                                                                                                   | |
| Oefenduel 2                                                                                          | VV Ruurlo         | 0 - 13                              | De Graafschap                                                                                     | Opstelling De Graafschap: |
| do. 7 juli 2016 Aanvangstijd: 19:00 uur Plaats: Ruurlo Sportpark 't Rikkelder Toeschouwers: 1000     |                   |                                     |                                                                                                   | |
| |                   |                                     |                                                                                                   | |
| Oefenduel 3                                                                                          | FC Oss            | 1 - 2                               | De Graafschap                                                                                     | Opstelling De Graafschap: |
| za. 9 juli 2016 Aanvangstijd: 17:00 uur Plaats: nnb Toeschouwers: 500                                |                   |                                     |                                                                                                   | |
| |                   |                                     |                                                                                                   | |
| Oefenduel 4                                                                                          | Regioteam Hall    | 0 - 13                              | De Graafschap                                                                                     | Opstelling De Graafschap: |
| do. 14 juli 2016 Aanvangstijd: 19:00 uur Plaats: Hall Sportpark SHE Toeschouwers: 750                |                   |                                     |                                                                                                   | |
| |                   |                                     |                                                                                                   | |
| Oefenduel 5                                                                                          | Willem II         | 8 - 1                               | De Graafschap                                                                                     | Opstelling De Graafschap: |
| za. 16 juli 2016 Aanvangstijd: 19:00 uur Plaats: Tilburg Sportpark Bijstervelden Toeschouwers: -     |                   |                                     |                                                                                                   | |
| |                   |                                     |                                                                                                   | |
| Oefenduel 6                                                                                          | VIOD              |                                     | De Graafschap                                                                                     | Opstelling De Graafschap: |
| do. 21 juli 2016 Aanvangstijd: 19:00 uur Plaats: Doetinchem Sportpark Dichteren Toeschouwers: 500    |                   |                                     |                                                                                                   | |
| |                   |                                     |                                                                                                   | |
| Oefenduel 7                                                                                          | De Graafschap     | 4 - 0                               | Altaawoun FC                                                                                      | Opstelling De Graafschap: |
| za. 23 juli 2016 Aanvangstijd: nnb Plaats: nnb Toeschouwers: Besloten                                |                   |                                     |                                                                                                   | |
| |                   |                                     |                                                                                                   | |
| Oefenduel 8                                                                                          | Regioteam GWVV    | 1 - 12                              | De Graafschap                                                                                     | Opstelling De Graafschap: |
| do. 28 juli 2016 Aanvangstijd: 19:00 uur Plaats: Varsselder Sportpark De Buitenham Toeschouwers: -   |                   |                                     |                                                                                                   | |
| |                   |                                     |                                                                                                   | |
| Oefenduel 9                                                                                          | De Graafschap     | 1 - 2                               | Real Mallorca                                                                                     | Opstelling De Graafschap: |
| zo. 31 juli 2016 Aanvangstijd: 18:00 uur Plaats: Doetinchem Stadion De Vijverberg Toeschouwers: 5000 |                   |                                     |                                                                                                   | |
| |                   |                                     |                                                                                                   | |

### Eerste divisie
| 1e speelronde | De Graafschap   | 4 - 1 (2 - 1) Verslag            | FC Eindhoven    | Opstelling De Graafschap: |
| vr. 5 augustus 2016 Aanvangstijd: 20:00 uur Plaats: Doetinchem Stadion De Vijverberg Toeschouwers: 7.463 Scheidsrechter: Wiedemeijer       |                 |                                  |                 |                           |
| 2e speelronde | FC Den Bosch    | 2 - 1 (1 - 1) Verslag[dode link] | De Graafschap   | Opstelling De Graafschap: |
| vr. 12 augustus 2016 Aanvangstijd: 20:00 uur Plaats: Den Bosch Stadion De Vliert Toeschouwers: 2.953 Scheidsrechter: Higler                |                 |                                  |                 |                           |
| |                 |                                  |                 |                           |
| 3e speelronde | De Graafschap   | 3 - 1 (1 - 1) Verslag            | Jong FC Utrecht | Opstelling De Graafschap: |
| vr. 19 augustus 2016 Aanvangstijd: 20:00 uur Plaats: Doetinchem Stadion De Vijverberg Toeschouwers: 8.514 Scheidsrechter: Oostrom          |                 |                                  |                 |                           |
| 4e speelronde | SC Cambuur      | 1 - 1 (1 - 0) Verslag            | De Graafschap   | Opstelling De Graafschap: |
| ma. 22 augustus 2016 Aanvangstijd: 20:00 uur Plaats: Leeuwarden Cambuur Stadion Toeschouwers: 7.206 Scheidsrechter: Mulder                 |                 |                                  |                 |                           |
| 5e speelronde | De Graafschap   | 0 - 2 (0 - 0) Verslag            | VVV-Venlo       | Opstelling De Graafschap: |
| vr. 26 augustus 2016 Aanvangstijd: 20:00 uur Plaats: Doetinchem Stadion De Vijverberg Toeschouwers: 8.230 Scheidsrechter: Manschot         |                 |                                  |                 |                           |
| 6e speelronde | SC Telstar      | 2 - 1 (0 - 1) Verslag            | De Graafschap   | Opstelling De Graafschap: |
| vr. 9 september 2016 Aanvangstijd: 20:00 uur Plaats: Velsen Rabobank IJmond Stadion Toeschouwers: 2.363 Scheidsrechter: Martens            |                 |                                  |                 |                           |
| 7e speelronde | De Graafschap   | 3 - 0 (1 - 0) Verslag            | FC Emmen        | Opstelling De Graafschap: |
| vr. 16 september 2016 Aanvangstijd: 20:00 uur Plaats: Doetinchem Stadion De Vijverberg Toeschouwers: 8.324 Scheidsrechter: Kooij           |                 |                                  |                 |                           |
| 8e speelronde | NAC Breda       | 1 - 0 (1 - 0) Verslag            | De Graafschap   | Opstelling De Graafschap: |
| vr. 23 september 2016 Aanvangstijd: 20:00 uur Plaats: Breda Rat Verlegh Stadion Toeschouwers: 14.016 Scheidsrechter: Van de Graaf          |                 |                                  |                 |                           |
| 9e speelronde | De Graafschap   | 2 - 3 (1 - 0) Verslag            | FC Dordrecht    | Opstelling De Graafschap: |
| vr. 30 september 2016 Aanvangstijd: 20:00 uur Plaats: Doetinchem Stadion De Vijverberg Toeschouwers: 8.304 Scheidsrechter: Van den Kerkhof |                 |                                  |                 |                           |
| 10e speelronde | Jong Ajax       | 4 - 2 (2 - 1) Verslag[dode link] | De Graafschap   | Opstelling De Graafschap: |
| ma. 17 oktober 2016 Aanvangstijd: 20:00 uur Plaats: Amsterdam Sportpark De Toekomst Toeschouwers: 2.068 Scheidsrechter: Martens            |                 |                                  |                 |                           |
| 11e speelronde | De Graafschap   | 2 - 4 (1 - 4) Verslag            | Helmond Sport   | Opstelling De Graafschap: |
| vr. 21 oktober 2016 Aanvangstijd: 20:00 uur Plaats: Doetinchem Stadion De Vijverberg Toeschouwers: 0* Scheidsrechter: Blank                |                 |                                  |                 |                           |
| 12e speelronde | Achilles '29    | 0 - 0 Verslag                    | De Graafschap   | Opstelling De Graafschap: |
| vr. 28 oktober 2016 Aanvangstijd: 20:00 uur Plaats: Groesbeek Sportpark De Heikant Toeschouwers: 2.320 Scheidsrechter: Mulder              |                 |                                  |                 |                           |
| 13e speelronde | De Graafschap   | 5 - 0 (1 - 0) Verslag            | Fortuna Sittard | Opstelling De Graafschap: |
| vr. 4 november 2016 Aanvangstijd: 20:00 uur Plaats: Doetinchem Stadion De Vijverberg Toeschouwers: 11.312 Scheidsrechter: Manschot         |                 |                                  |                 |                           |
| 14e speelronde | Jong PSV        | 1 - 0 (0 - 0) Verslag            | De Graafschap   | Opstelling De Graafschap: |
| vr. 21 november 2016 Aanvangstijd: 20:00 uur Plaats: Eindhoven De Herdgang Toeschouwers: n.n.b. Scheidsrechter: Van Herk                   |                 |                                  |                 |                           |
| 15e speelronde | RKC Waalwijk    | 2 - 1 (2 - 1) Verslag            | De Graafschap   | Opstelling De Graafschap: |
| ma. 25 november 2016 Aanvangstijd: 20:00 uur Plaats: Waalwijk Mandemakers Stadion Toeschouwers: 2.100 Scheidsrechter: Van den Kerkhof      |                 |                                  |                 |                           |
| 16e speelronde | De Graafschap   | 1 - 1 (0 - 0) Verslag            | FC Volendam     | Opstelling De Graafschap: |
| vr. 28 november 2016 Aanvangstijd: 20:00 uur Plaats: Doetinchem Stadion De Vijverberg Toeschouwers: 8.349 Scheidsrechter: Dieperink        |                 |                                  |                 |                           |
| 17e speelronde | De Graafschap   | 3 - 5 (1 - 3) Verslag            | FC Oss          | Opstelling De Graafschap: |
| vr. 2 december 2016 Aanvangstijd: 20:00 uur Plaats: Doetinchem Stadion De Vijverberg Toeschouwers: 8.602 Scheidsrechter: Bax               |                 |                                  |                 |                           |
| 18e speelronde | MVV Maastricht  | 2 - 0 (1 - 0) Verslag            | De Graafschap   | Opstelling De Graafschap: |
| vr. 9 december 2016 Aanvangstijd: 20:00 uur Plaats: Maastricht De Geusselt Toeschouwers: 4.821 Scheidsrechter: Manschot                    |                 |                                  |                 |                           |
| 19e speelronde | De Graafschap   | 4 - 1 (2 - 0) Verslag            | Almere City FC  | Opstelling De Graafschap: |
| vr. 16 december 2016 Aanvangstijd: 20:00 uur Plaats: Doetinchem Stadion De Vijverberg Toeschouwers: 8.364 Scheidsrechter: Gerrets          |                 |                                  |                 |                           |
| 20e speelronde | FC Eindhoven    | 2 - 1 (2 - 1) Verslag            | De Graafschap   | Opstelling De Graafschap: |
| vr. 13 januari 2017 Aanvangstijd: 20:00 uur Plaats: Eindhoven Jan Louwers Stadion Toeschouwers: 2.836 Scheidsrechter: Blank                |                 |                                  |                 |                           |
| 21e speelronde | De Graafschap   | 0 - 3 (0 - 2) Verslag            | FC Den Bosch    | Opstelling De Graafschap: |
| vr. 20 januari 2017 Aanvangstijd: 20:00 uur Plaats: Doetinchem Stadion De Vijverberg Toeschouwers: 8.416 Scheidsrechter: Mulder            |                 |                                  |                 |                           |
| 22e speelronde | Jong FC Utrecht | 3 - 2 (2 - 0) Verslag[dode link] | De Graafschap   | Opstelling De Graafschap: |
| ma. 30 januari 2017 Aanvangstijd: 20:00 uur Plaats: Utrecht Stadion Galgenwaard Toeschouwers: 829 Scheidsrechter: Van Herk                 |                 |                                  |                 |                           |
| 23e speelronde | VVV-Venlo       | 4 - 1 (2 - 0) Verslag            | De Graafschap   | Opstelling De Graafschap: |
| vr. 3 februari 2017 Aanvangstijd: 20:00 uur Plaats: Venlo Seacon Stadion - De Koel - Toeschouwers: 5.105 Scheidsrechter: Janssen           |                 |                                  |                 |                           |
| 24e speelronde | De Graafschap   | 3 - 0 (0 - 0) Verslag            | SC Cambuur      | Opstelling De Graafschap: |
| ma. 6 februari 2017 Aanvangstijd: 20:00 uur Plaats: Doetinchem Stadion De Vijverberg Toeschouwers: 8.064 Scheidsrechter: Pérez             |                 |                                  |                 |                           |
| 25e speelronde | FC Emmen        | 2 - 0 (0 - 0) Verslag            | De Graafschap   | Opstelling De Graafschap: |
| vr. 10 februari 2017 Aanvangstijd: 20:00 uur Plaats: Emmen JENS Vesting Toeschouwers: 2.630 Scheidsrechter: Lindhout                       |                 |                                  |                 |                           |
| 26e speelronde | De Graafschap   | 2 - 1 (0 - 1) Verslag            | SC Telstar      | Opstelling De Graafschap: |
| vr. 17 februari 2017 Aanvangstijd: 20:00 uur Plaats: Doetinchem Stadion De Vijverberg Toeschouwers: 8.714 Scheidsrechter: Bax              |                 |                                  |                 |                           |
| 27e speelronde | FC Dordrecht    | 0 - 3 (0 - 0) Verslag            | De Graafschap   | Opstelling De Graafschap: |
| vr. 24 februari 2017 Aanvangstijd: 20:00 uur Plaats: Dordrecht Riwal Hoogwerkers Stadion Toeschouwers: 1.638 Scheidsrechter: Van der Eijk  |                 |                                  |                 |                           |
| 28e speelronde | De Graafschap   | 2 - 1 (1 - 0) Verslag            | NAC Breda       | Opstelling De Graafschap: |
| vr. 3 maart 2017 Aanvangstijd: 20:00 uur Plaats: Doetinchem Stadion De Vijverberg Toeschouwers: 9.124 Scheidsrechter: Van den Kerkhof      |                 |                                  |                 |                           |
| 29e speelronde | De Graafschap   | 3 - 2 (1 - 2) Verslag            | Jong Ajax       | Opstelling De Graafschap: |
| vr. 10 maart 2017 Aanvangstijd: 20:00 uur Plaats: Doetinchem Stadion De Vijverberg Toeschouwers: 10.043 Scheidsrechter: Van de Graaf       |                 |                                  |                 |                           |
| 30e speelronde | Helmond Sport   | 0 - 2 (0 - 2) Verslag            | De Graafschap   | Opstelling De Graafschap: |
| ma. 13 maart 2017 Aanvangstijd: 20:00 uur Plaats: Helmond Lavans Stadion Toeschouwers: 1.011 Scheidsrechter: Gerrets                       |                 |                                  |                 |                           |
| 31e speelronde | Fortuna Sittard | 3 - 2 (2 - 1) Verslag            | De Graafschap   | Opstelling De Graafschap: |
| vr. 17 maart 2017 Aanvangstijd: 20:00 uur Plaats: Sittard Fortuna Sittard Stadion Toeschouwers: 1.512 Scheidsrechter: Lindhout             |                 |                                  |                 |                           |
| 32e speelronde | De Graafschap   | 2 - 1 (2 - 0) Verslag            | Jong PSV        | Opstelling De Graafschap: |
| vr. 31 maart 2017 Aanvangstijd: 20:00 uur Plaats: Doetinchem Stadion De Vijverberg Toeschouwers: 9.311 Scheidsrechter: Martens             |                 |                                  |                 |                           |
| 33e speelronde | De Graafschap   | 4 - 0 (3 - 0) Verslag            | RKC Waalwijk    | Opstelling De Graafschap: |
| vr. 7 april 2017 Aanvangstijd: 20:00 uur Plaats: Doetinchem Stadion De Vijverberg Toeschouwers: 10.110 Scheidsrechter: Pérez               |                 |                                  |                 |                           |
| 34e speelronde | FC Volendam     | 2 - 2 (1 - 2) Verslag            | De Graafschap   | Opstelling De Graafschap: |
| vr. 14 april 2017 Aanvangstijd: 20:00 uur Plaats: Volendam Kras Stadion Toeschouwers: 4.475 Scheidsrechter: Van Boekel                     |                 |                                  |                 |                           |
| 35e speelronde | De Graafschap   | 2 - 0 (1 - 0) Verslag            | MVV Maastricht  | Opstelling De Graafschap: |
| ma. 17 april 2017 Aanvangstijd: 14:30 uur Plaats: Doetinchem Stadion De Vijverberg Toeschouwers: 10.623 Scheidsrechter: Bax                |                 |                                  |                 |                           |
| 36e speelronde | Almere City FC  | 1 - 2 (0 - 0) Verslag            | De Graafschap   | Opstelling De Graafschap: |
| vr. 21 april 2017 Aanvangstijd: 20:00 uur Plaats: Almere Yanmar Stadion Toeschouwers: 2.130 Scheidsrechter: Nijhuis                        |                 |                                  |                 |                           |
| 37e speelronde | De Graafschap   | 3 - 3 (3 - 3) Verslag            | Achilles '29    | Opstelling De Graafschap: |
| vr. 28 april 2017 Aanvangstijd: 20:00 uur Plaats: Doetinchem Stadion De Vijverberg Toeschouwers: 10.033 Scheidsrechter: Lindhout           |                 |                                  |                 |                           |
| 38e speelronde | FC Oss          | 2 - 1 (1 - 0) Verslag            | De Graafschap   | Opstelling De Graafschap: |
| vr. 5 mei 2017 Aanvangstijd: 20:00 uur Plaats: Oss Frans Heesen Stadion Toeschouwers: 2.278 Scheidsrechter: Van de Graaf                   |                 |                                  |                 |                           |